# رولينغ هيلس (كاليفورنيا)
رولينغ هيلس (بالإنجليزية: Rolling Hills)‏ هي إحدى مدن مقاطعة لوس أنجليس، كاليفورنيا. تم إعطاءها لقب مدينة في 24 يناير، 1957.

## أعلام
- لوسيل لوند
- سبنسر جونسون
- كولن باكستر